# Гримоалд II (Бавария)
Вижте пояснителната страница за други личности с името Гримоалд.
Гримоалд II (на немски: Grimoald von Bayern; † 728) е херцог на Бавария от 702 до 723 г. и херцог на Бавария-Фрайзинг.

## Биография
Той е от династията на Агилолфингите. Син е на Теодо II и Фолхайд. Племенник е на херцог Одило. Чичо е на Сванхилда, втората съпруга на Карл Мартел. Женен е за Пилитруда (или Билтруда).
Баща му го прави съ-регент заедно с братята му Теудеберт и Тасило II. След смъртта на баща му (718 г.) и той е съ-регент на брат си Теобалд. Жени се за вдовицата на брат си Теобалд. Този брак му води конфликт с мисионера Корбиниан, който обявява бракът му за невалиден и трябва да избяга в Тирол (Vita Corbiniani).
През 719 г. Тасило умира и Гримоалд последва брат си на трона. През 724 г. умира и брат му Теудеберт. Той прави опит да вземе цялата власт и пререди племенника си Хугберт, който бяга във Франция и моли за помощ могъщия Карл Мартел. През 725 г. Карл Мартел напада Бавария и побеждава Гримоалд в битка на Дунав. Гримоалд е убит по време на бягството си. След това още през 725 г. Карл Мартел завежда Сванхилда на франкския двор заедно с Пилитруда (или Билтруда), вдовицата на Гримоалд II и децата им от Бавария. Карл Мартел се жени за Сванхилда.